# Улюра Ганна Анатоліївна
Улюра Ганна (нар. 1977, Миколаїв) — українська літературознавиця, кандидатка філологічних наук, літературна критикиня.

## Біографія та наукова діяльність
Ганна Улюра народилася 1977 року в м. Миколаєві. 1999-го закінчила факультет іноземної філології Миколаївського державного педагогічного інституту і того ж року вступила до аспірантури Інституту літератури імені Тараса Шевченка НАН України. З 2001-го до 2016-го працювала в Інституті літератури ім. Т. Г. Шевченка НАН України. 2002-го захистила кандидатську дисертацію «Жіноча творчість як чинник вестернізації в російській літературі XVIII ст.». Авторка близько 200 наукових розвідок із гендерних студій і трьох наукових монографій. Одна з наукових редакторів Шевченківської Енциклопедії (секція «російська література»).
2015 року книжка Улюри «Пострадянська жіноча проза як соціокультурний та естетичний проект» увійшла до десятки найкращих книжок року за версією порталу ЛітАкцент.
З 2014 року як літературна критикиня регулярно співпрацює з порталами Збруч (Штука), Лівий берег, ЛітАкцент, Litcentr, дописувачка «Ділової столиці», «Українська правда–Життя», "Повага" , ZN ua, "Український тиждень", "Читомо", тощо. Нагороджена Спеціальною відзнакою за внесок у розвиток та просування української книги та читання в Україні і світі від BookForum (2018).
Доцентка Школи журналістики Українського Католицького Університету (2018—2020).
Колумністка газети «День». Колумністка DW Україна. Одна з авторок антології "Воєнний стан" (Мерідіан Черновіц, 2023) і "Сучасна українська проза та поезія у Vogue Ukraine Edition". Нарис Улюри про княгиню Ольгу увійшов до книжки "Це зробила вона"
Редакторка літературно-критичного відділу порталу «Litcentr» (2017—2019).
Кураторка львівського літературного фестивалю «BookForum» (2019, 2020).
Уклала збірник малої прози Андрія Бондаря «І тим, що у гробах» (ВСЛ, 2016) і поетичний збірник Юрія Іздрика «Папіроси» (Мерідіан Черновіц, 2017). Кураторка книжкової серії "Відомі та незвідані. Світова література" (РМ) .
2018 року у київському видавництві ArtHuss вийшла книжка літературознавчого нон-фікшн Ганни Улюри «365. Книжка на кожен день, щоб справляти враження культурної людини». Книжка була презентована на Книжковому Арсеналі весною 2018 року і на Вінницькому фестивалі «Острів Європа» (того ж літа). Схвально прийнята критикою. 2019 року книжка Улюри «365. Книжка на кожен день, щоб справляти враження культурної людини» отримала нагороду «ЛітАкцент року» (номінація: літературознавство) і посіла перше місце Всеукраїнського рейтингу «Книжка року» в номінації «Хрестоматія». 2020 року серію науково-популярної прози від видавницта ArtHuss поповнила книжка Ганни Улюри «Ніч на Венері: 113 письменниць, які сяють у темряві». Книжка отримала спеціальну відзнаку BookForum Best Book Award в 2020 році і перемогла в номінації «Літературознавство/критика» у Всеукраїнському рейтингу «Книжка року». 2023 року вийшла книжка воєнних студій «Писати війну», що в ній було проаналізована близько двадцяти художніх творів про різні війни ХХІ століття. Книжка мала схвальну критику. 2025 року Видавництво Старого Лева оприлюднило «2-е видання для високосного року», перероблене і доповнене «366. Книжка на щодень, щоби справляти враження культурної людини».
Входила до складу журі Літературної премії імені Джозефа Конрада-Коженьовського (2017), Гоголівської премії (2018) і конкурсу оповідань «Без меж» (Одеса, 2018, 2019), літературної премії «Metaphora» (2019), книжкової премії «Зустріч» (2020), Премії міста літератури ЮНЕСКО (2019, 2020 — голова журі). Одна з запрошених спікерів Львівського Медіафоруму — 2018.
Увійшла до рейтингу «25 найкращих письменників України» від журналу Фокус (червень, 2019). Посіла восьме місце.